# Норберт Дьйомбер
Норберт Дьйомбер (словац. Norbert Gyömbér, угор. Gyömbér Norbert; нар. 3 липня 1992, Ревуца) — словацький футболіст, захисник італійської «Салернітани». Гравець національної збірної Словаччини.

## Клубна кар'єра
Народився 3 липня 1992 року в місті Ревуца. Вихованець юнацьких команд футбольних клубів «Ревуця» та «Дукла» (Банська Бистриця).
У дорослому футболі дебютував 2011 року виступами за основну команду останнього клубу, в якій провів два сезони, взявши участь у 44 матчах чемпіонату. Попри юний вік більшість часу, проведеного у складі «Дукли», був основним гравцем захисту команди.
Своєю грою за цю команду привернув увагу представників тренерського штабу італійської «Катанії», до складу якого приєднався 2013 року. Відіграв за сицилійський клуб наступні два сезони своєї ігрової кар'єри, причому протягом першого з них досить регулярно виходив на поле в іграх елітної Серії А, а більшу частину другого, який команда проводила вже в Серії B, пропустив через важку травму. За результатами сезону 2014/15 «Катанія» продовжила турнірне падіння і вибула до третього за силою італійського дивізіону, Ліги Про.
Влітку 2015 року повернувся до елітної Серії А, приєднавшись на умовах оренди до «Роми».

## Виступи за збірні
2011 року дебютував у складі юнацької збірної Словаччини, взяв участь у 4 іграх на юнацькому рівні.
Протягом 2012—2014 років залучався до складу молодіжної збірної Словаччини. На молодіжному рівні зіграв у 18 офіційних матчах.
2014 року дебютував в офіційних матчах у складі національної збірної Словаччини. Наразі провів у формі головної команди країни 15 матчів.
| Дата       | Місто           | Господарі  | Результат | Гості      | Турнір            | Голи | Примітки |
| ---------- | --------------- | ---------- | --------- | ---------- | ----------------- | ---- | -------- |
| 5-3-2014   | Нетанья         | Ізраїль    | 1 – 3     | Словаччина | товариський матч  | -    | 68', 86' |
| 23-5-2014  | Сенець          | Словаччина | 2 – 0     | Чорногорія | товариський матч  | -    |          |
| 26-5-2014  | Санкт-Петербург | Росія      | 1 – 0     | Словаччина | товариський матч  | -    |          |
| 4-9-2014   | Жиліна          | Словаччина | 1 – 0     | Мальта     | товариський матч  | -    |          |
| 8-9-2014   | Київ            | Україна    | 0 – 1     | Словаччина | Відбір до ЧЄ 2016 | -    |          |
| 9-10-2014  | Жиліна          | Словаччина | 2 – 1     | Іспанія    | Відбір до ЧЄ 2016 | -    | 90'      |
| 12-10-2014 | Борисов (місто) | Білорусь   | 1 – 3     | Словаччина | Відбір до ЧЄ 2016 | -    | 87'      |
| Усього     |                 | Матчів     | 7         |            | Голів             | 0    |          |